# Tillandsia hintoniana
Tillandsia hintoniana là một loài thuộc chi Tillandsia. Đây là loài đặc hữu của México.